# 홍금보
홍금보(중국어 정체자: 洪金寶, 간체자: 洪金宝, 병음: Hóng Jīnbǎo 훙진바오[*], 광둥어: Hung4 Gam1 bou2 훙캄보, 영어: Sammo Hung, 1952년 1월 7일~)는 홍콩 출신의 영화 배우이자 영화 제작자, 감독이다.
- 어린 시절 성룡, 원표와 함께 경극학교에서 홍가권의 사부인 우점원의 지도 아래 홍가권을 익혔고 경극학교에서 모두들 그를 대형(大兄)이라 부를 정도로 실력에 있어 따를 자가 없었다고 한다.

- 아역으로 영화에 데뷔하였고 이소룡의 영화 용쟁호투 오프닝에서 이소룡에게 도전하는 소림사 제자로 등장하여 관객들에게 깊은 인상을 주었다.
- 그 후 여러 무협 영화를 감독/제작하면서 본인 스스로 주연으로 등장하여 수많은 히트작을 양산하였고 경극학교 시절 의형제처럼 지냈던 성룡, 원표와 함께 가화삼보라 불리며 수많은 작품을 함께 하였다.
- 그는 현재 대한민국 강원도 원주시의 놀로 다녔다.

## 홍금보의 무술
- 홍금보는 다양한 무술을 섭렵한 것으로 알려졌는데, 가장 먼저 경극학교 시절에 홍가권의 사부인 우점원의 지도 아래 성룡, 원표와 함께 홍가권을 연마한 것으로 알려져 있다.
- 이후에도 합기도, 태권도 등 한국무술 뿐만 아니라 영춘권 등 여러 무술을 섭렵함으로써 종합무술인으로 성장하였다.

- 홍금보는 신체가 상당히 특이했는데 체형이 비만이었음에도 불구하고 동작이 매우 빨랐다.

## 홍금보와이소룡의 일화
- 성룡의 자서전에 따르면 완벽주의자였던 이소룡이 영화 촬영장에서 스턴트맨들에게 무리한 요구를 시키자 보다 못한 홍금보가 대신 나서 이소룡에게 강력하게 항의를 했다고 한다.
- 이에 성질이 불 같던 이소룡과 그에 못지 않게 성질이 있는 홍금보가 치열하게 기싸움을 벌이다가 이소룡이 먼저 돌아섰다고 한다.

- 그러나 홍금보의 말로는 당시 이소룡의 소속사였던 골든 하베스트사 복도에서 자신도 영춘권을 배웠고 이소룡도 영춘권을 배웠기 때문에 영춘권으로 약식대련을 청했고 대련의 결과는 무승부가 되었다고 한다.

## 홍금보와 삼합회
항간에 떠도는 루머 중에 홍금보가 전 세계적으로 악명을 떨치는 때리는 홍콩의 폭력조직 삼합회의 중간 보스라는 말이 있으나 확인할 길은 없으며 다만 영화계에 직간접적으로 영향을 끼치는 삼합회가 홍금보의 의형제인 성룡을 협박하자 이에 격분한 홍금보가 단신으로 달려가 삼합회 직원들을 때려눕히고 성룡을 구출해냈다는 일화가 떠돌고 있다.
이는 홍콩 영화계에 오프더레코드로 공공연히 사실처럼 받아들여지고 있는 일화이며 홍금보는 실제로도 그 성격 못지 않게 무술 실력이 뛰어나 성룡조차도 그를 대형(大兄)으로 부르며 따르는 것으로 알려졌다.

## 홍금보와 성룡
홍금보와 성룡은 어린 시절 경극학교에서 함께 자라면서 누구보다 절친한 사이였는데 성룡의 자서전에 의하면 "내가 본 사람 중 가장 강한 사람은 홍금보다."라는 구절이 있다고 한다. 이것이 그가 홍금보를 대형(大兄)이라 부르며 따르는 일차적 원인으로 여겨지고 있다.
또한 홍금보는 통솔력이 뛰어나 경극학교 시절부터 대장 노릇을 줄곧 맡아했고 홍콩 영화계에서도 그의 영향력이 매우 뛰어나 모두들 그를 우러러보았다고 한다.
1980년대에는 홍금보와 성룡, 그리고 원표 이렇게 셋이 항상 같이 다니면서, 감독은 셋 중에서 순번을 정해 돌려가며 담당을 하며 영화 동업을 했다. 이들을 가화삼보(嘉禾三寶)라 했다. 그렇게 셋이 어울리면서 많은 영화들을 촬영했는데 《프로젝트 A》(1983), 《오복성》(1983), 《쾌찬차》(1984), 《칠복성》(1985), 《복성고조》(1985), 《비룡맹장》(1988)에 이르렀다.

## 기타
- 홍금보는 한국어를 한국인 수준으로 매우 유창하게 구사한다. 하지만 공식석상에서는 한국어를 일절 사용하지 않는데 그 이유가 한국어를 전 마누라(주연옥)한테만 사용하다 보니 반말만 배워서라고 한다.
- 홍금보의 전처 주연옥이 한국인이다.

## 영화 출연작
- 1961년 애적교육
- 1969년 협녀
- 1971년 천룡팔강
- 1973년 용쟁호투
- 1974년 중태권단생사결
- 1975년 용호문
- 1975년 밀종성수
- 1975년 소림문
- 1977년 사대문파
- 1977년 중원호객
- 1977년 삼덕화상과 춘미육
- 1978년 사망유희
- 1978년 비룡과강
- 1978년 천하제일권
- 1978년 찬선생과 조전화
- 1979년 인자무적
- 1979년 잡가소수
- 1980년 귀타귀
- 1980년 권불유기
- 1981년 용자무구
- 1982년 제방소수
- 1982년 인혁인
- 1982년 패가자
- 1983년 오복성
- 1983년 프로젝트 A
- 1983년 촉산
- 1984년 신용쌍향포
- 1984년 쾌찬차
- 1985년 복성고조
- 1985년 용적심
- 1985년 복성고조 2 - 칠복성
- 1985년 하일복성
- 1986년 대나팔
- 1986년 최가복성
- 1986년 유령병단
- 1987년 영환도사
- 1987년 동방독응
- 1987년 홍금보의 대소동
- 1987년 일옥양처
- 1987년 몽경영웅
- 1987년 표가도
- 1988년 칠소복
- 1988년 중국최후일개태감
- 1988년 비룡맹장
- 1989년 군룡희봉
- 1989년 칠복성
- 1989년 칠전사
- 1989년 표가도 2 - 화촉귀
- 1990년 귀타귀 2 - 귀요귀
- 1990년 화소도
- 1990년 과부신랑
- 1990년 귀타귀
- 1990년 팔냥금
- 1990년 지분쌍웅
- 1990년 부귀열차
- 1990년 부귀병단
- 1990년 수호비룡
- 1990년 상하이 상하이
- 1990년 칠복장
- 1990년 용봉타적
- 1990년 베스트 이즈 하이스트
- 1990년 부르스 리 특선
- 1991년 일촉즉발
- 1991년 귀도귀
- 1991년 용가호저
- 1991년 호문야연
- 1991년 속) 오복성
- 1991년 저승사자
- 1991년 서부망정
- 1991년 맹귀입침흑사회
- 1991년 밀종위룡
- 1992년 무림객잔
- 1992년 귀타귀 92
- 1993년 일도경성
- 1993년 의천도룡기 - 장삼풍 역
- 1993년 전신
- 1994년 동사서독 (무술감독)
- 1995년 홍콩 투캅스 - 방면전 (감독, 제작, 출품인, 주연)
- 1996년 낭만풍폭
- 1996년 오복성 3 - 운재오복성
- 1996년 양자경의 스턴트 우먼
- 1997년 황비홍 - 서역웅사
- 1997년 나이스 가이
- 1998년 홍금보의 계엄령 : 오리엔탈 드래곤
- 1998년 홍금보의 계엄령 : 죽음의 링
- 2001년 철권
- 2002년 촉산전
- 2002년 플라잉 드래곤
- 2003년 메달리온
- 2004년 80일간의 세계일주
- 2005년 맹룡
- 2005년 살파랑
- 2006년 BB 프로젝트
- 2007년 쌍자신투
- 2008년 탈수
- 2008년 삼국지 - 용의 부활
- 2008년 우슈
- 2009년 춤추는 닌자의 전설
- 2009년 식신 - 세 번째 이야기 - 황병의 역
- 2010년 엽문 2 - 종사전기 - 홍진남 역
- 2010년 엽문전전 - 엽문의 첫 번째 스승 진화순 역
- 2010년 금의위 - 경친왕 역
- 2011년 채리불권
- 2012년 절색무기 - 네이키드 솔저 - 용지강 역
- 2014년 마영정: 상해야인시대
- 2016년 홍금보의 보디가드 (주연, 감독)
- 2016년 위성: 영웅들의 귀환 (무술감독)
- 2017년 풍운대전 - 유 장군 역
- 2017년 파라독스 (무술감독)
- 2017년 공수도
- 2020년 칠중주: 홍콩 이야기 (감독)
- 2024년 구룡성채: 무법지대 - 미스터 빅 역

## 수상내역
- 1989년 홍콩 금상장 남우주연상
- 2009년 홍콩 금상장 무술감독상 - <엽문>

## 같이 보기
- 홍콩 영화